# Notanthura barnardi
Notanthura barnardi is een pissebed uit de familie Anthuridae. De wetenschappelijke naam van de soort is voor het eerst geldig gepubliceerd in 1927 door Monod.